# 校歌
校歌為学校（包括小学、中学、大学等）宣告或者规定的代表该校的歌曲。用于体现该校的治学理念、办学理想等学校文化。一所学校可能不止一首校歌，同一首歌也可能被不止一所学校定为校歌，而且也有未指定校歌的学校。根据学校的不同还可能称为园歌（幼儿园）、院歌（学院）等，英文对应也有School Song、College Song、University Song等称法。

## 分类

### 按来源
- 专门创作：专门作为校歌而创作的歌曲，可能词曲皆为原创，可能用已有曲调填词，也可能用已有诗词等作为歌词谱曲成歌。如：中国人民抗日军事政治大学的校歌《抗日军政大学校歌》词曲即皆为专门为该校创作。
- 继承：学校合并、分裂、改制等时，可能会继承原校的校歌。如：中国人民解放军国防大学的校歌《抗日军政大学校歌》就是继承自该校前身中国人民抗日军事政治大学。北京清華大學與新竹國立清華大學都使用1923年所創作的《清華大學校歌》。
- 借用：直接使用已有歌曲作为校歌的院校也有。比如，一些专业性院校借用行业歌曲作为校歌。如：1990年中国地质大学正式决定将《勘探队员之歌》定为校歌。

### 按学校类型
- 大学校歌
- 中学校歌
- 小学校歌

## 中国大陆的校歌发展历史
近代，新式学校开始在中国出现时，创作校歌的现象就十分普及，之后跟成为传统，所以使得当今中国上到各大高校，下到乡村小学，大多拥有校歌。校歌的风格内涵和其创作时期的社会风气也是有很大关系的。

### 近代早期校歌
1897年问世的南洋公学（1896年创建于上海）师范院的院歌《警醒歌》被认为是中国最早的大学校歌。

### 五四后的校歌
“五四运动”后，开始有校歌张扬科学和民主精神，倡导思想和学术的自由。

### 抗战时期校歌
抗日战争爆发后创作的一些校歌，如西南联合大学的校歌《西南联大校歌》就抒写了流亡的艰辛和悲愤，更表达了驱逐敌寇、从头收拾旧山河的决心和信念。

## 校歌之最
- 日本御茶水女子大学校歌《みがかずば》被认为是日本最早的校歌，是1875年该校前身东京女子高等师范学校建校之际，当时的日本皇后纳一条美子封赐的，由当时的日本宫内省作曲。